# Limonium angustifolium
Limonium angustifolium  es un planta perenne perteneciente a la familia de las plumbagináceas. 

## Descripción
Limonium angustifolium es una planta perenne,  glabra. Tallos de hasta 100 cm de altura, erectos. Hojas de 7-35 cm x 10-65 mm, en roseta basal persistente en la antesis,  enteras, de oblongo-lanceoladas a espatuladas, múticas o mucronadas, pinnatinervias, con nervios secundarios visibles. Inflorescencia en panícula subcorimbosa, sin ramas estériles. Espigas de 7-20 mm, con 5-9 cincinos unilaterales por centímetro, cada uno con (1-) 2-4 (-5) flores. Bráctea interna de 3,5-4,5 mm, subcoriácea y más o menos anchamente escariosa, rugulosa en el dorso, glabra, parda. Cáliz de 5,3-7 mm, más largo que la bráctea interna, hirsuto-patente en los nervios; dientes de 0,4-1 mm, triangulares, agudos, separados por pequeños lóbulos más o menos truncado-dentados. Corola de 6-8 mm, violácea. Tiene un número de cromosomas de 2n = 36. Florece de Junío a Novíembre.

## Distribución y hábitat
Se encuentra en suelos salobres muy húmedos, bordes de esteros., donde se distribuyen por el Sur de Europa, Norte de África, suroeste de Asia, Macaronesia (Azores).

## Taxonomía
Limonium angustifolium fue descrita por (Tausch) Turrill y publicado en Bull. Misc. Inform. Kew 1937: 252 (1937)
Etimología
Limonium: nombre genérico que procede del griego leimon, que significa "pradera húmeda", aludiendo al hábitat de muchas de las especies del género.
angustifolium: epíteto latino que significa "bi nervudo".
Sinonimia
- Limonium vulgare subsp. serotinum (Rchb.) Gams in Hegi, Ill. Fl. Mitt.-Eur. 5(3): 1884 (1927)
- Limonium narbonense Mill.